# Saint-André-de-la-Marche
Saint-André-de-la-Marche is een plaats en voormalige gemeente in het Franse departement Maine-et-Loire in de regio Pays de la Loire. De plaats maakt deel uit van het arrondissement Cholet.

## Geschiedenis
Toen op 15 maart 2015 het kanton Montfaucon-Montigné werd opgeheven gingen de gemeenten op in het op die dag gevormde kanton Saint-Macaire-en-Mauges. Op 15 december 2015 fuseerde de gemeente met 9 van de 11 gemeenten van het voormalige kanton tot de commune nouvelle Sèvremoine.

## Geografie
De oppervlakte van Saint-André-de-la-Marche bedraagt 11,0 km², de bevolkingsdichtheid is 240,9 inwoners per km².
De onderstaande kaart toont de ligging van Saint-André-de-la-Marche met de belangrijkste infrastructuur en aangrenzende gemeenten.

## Demografie
Onderstaande figuur toont het verloop van het inwonertal.
Le Longeron · Montfaucon-sur-Moine · Montigné-sur-Moine · La Renaudière · Roussay · Saint-André-de-la-Marche · Saint-Crespin-sur-Moine · Saint-Germain-sur-Moine · Saint-Macaire-en-Mauges · Tillières · Torfou